# 和歌山県道46号那智山勝浦線

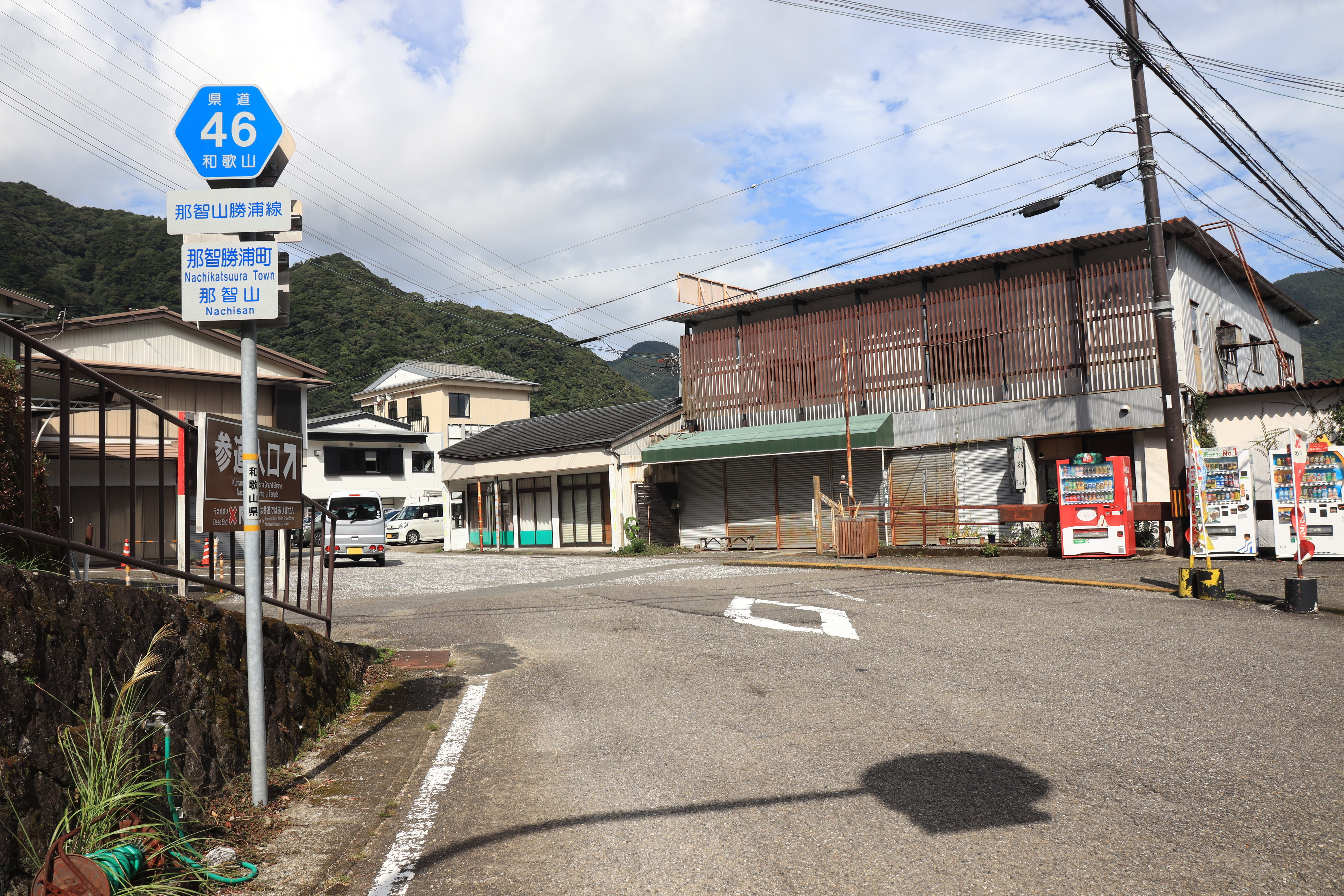
和歌山県道46号那智山勝浦線、東牟婁郡那智勝浦町那智山にて

和歌山県道46号那智山勝浦線（わかやまけんどう46ごう なちさんかつうらせん）は、和歌山県東牟婁郡那智勝浦町を通る主要地方道（和歌山県道）である。

## 概要
阿弥陀寺から那智山スカイラインを通って、熊野那智大社付近の土産屋や旅館が立ち並ぶ通りを通って、那智川に出て和歌山県道43号那智勝浦古座川線に合流する。そこからは川の左岸を河口に向かい、那智勝浦新宮道路 那智勝浦インターチェンジと国道42号に接続して、勝浦港付近に至る。
かつては勝浦臨海交差点から汐入橋交差点までの国道42号を経由して県道が通っていたが、那智勝浦新宮道路の開通に伴い那智勝浦インターチェンジと接続する新しい県道ができたため、国道を経由せず直進方向に県道が通るようになった。国道を経由して通っていた道路は現在も県道46号である。

### 路線データ
- 実延長：14.682km
- 起点：東牟婁郡那智勝浦町大字南平野
- 終点：東牟婁郡那智勝浦町大字勝浦

## 歴史
- 1954年（昭和29年）
  - 1月20日 - 建設省（現・国土交通省）が主要地方道那智勝浦線を指定。
  - 4月6日 - 和歌山県が主要県道15号那智勝浦線を認定。
- 1993年（平成5年）5月11日 - 建設省から、主要県道那智勝浦線が那智山勝浦線として主要地方道に指定される[1]。
- 1994年（平成6年）4月1日 - 和歌山県が主要県道15号那智勝浦線を廃止し、主要県道46号那智山勝浦線を認定。
- 2007年（平成19年）4月1日 - 那智山スカイラインが無料化されたため起点を変更する形で併合される。[2]

## 路線状況

### 重複区間

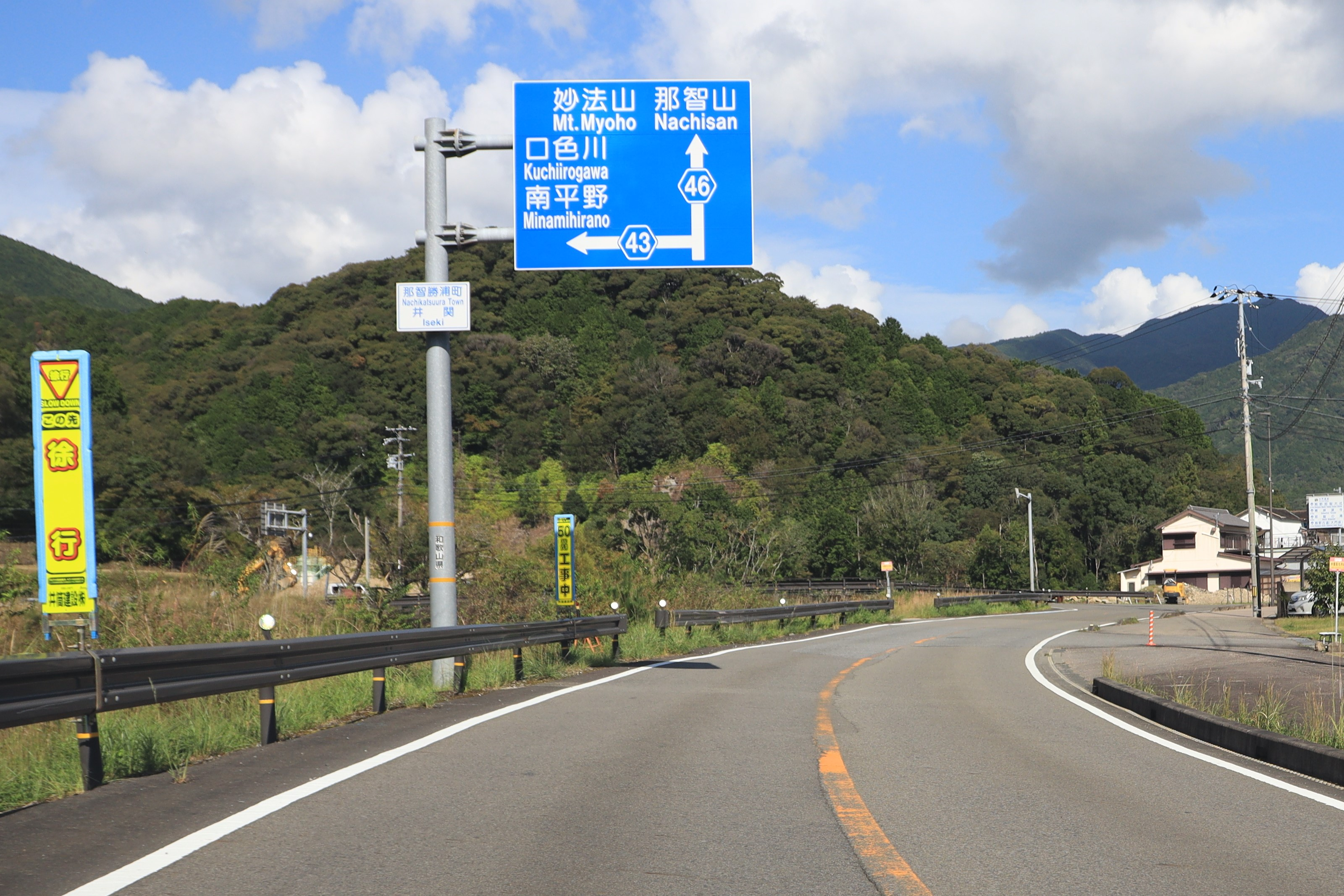
和歌山県道43号那智勝浦古座川線との重複区間、東牟婁郡那智勝浦町井関にて

- 和歌山県道43号那智勝浦古座川線（東牟婁郡那智勝浦町大字井関 - 大字浜ノ宮）

## 地理

### 通過する自治体
- 東牟婁郡那智勝浦町

### 交差する道路
- 和歌山県道43号那智勝浦古座川線（東牟婁郡那智勝浦町大字井関）
- 和歌山県道43号那智勝浦古座川線（東牟婁郡那智勝浦町大字浜ノ宮）
- 那智勝浦新宮道路 那智勝浦インターチェンジ
- 国道42号（東牟婁郡那智勝浦町浜ノ宮・勝浦臨海交差点）
- 和歌山県道236号勝浦港湯川線（終点）

### 周辺

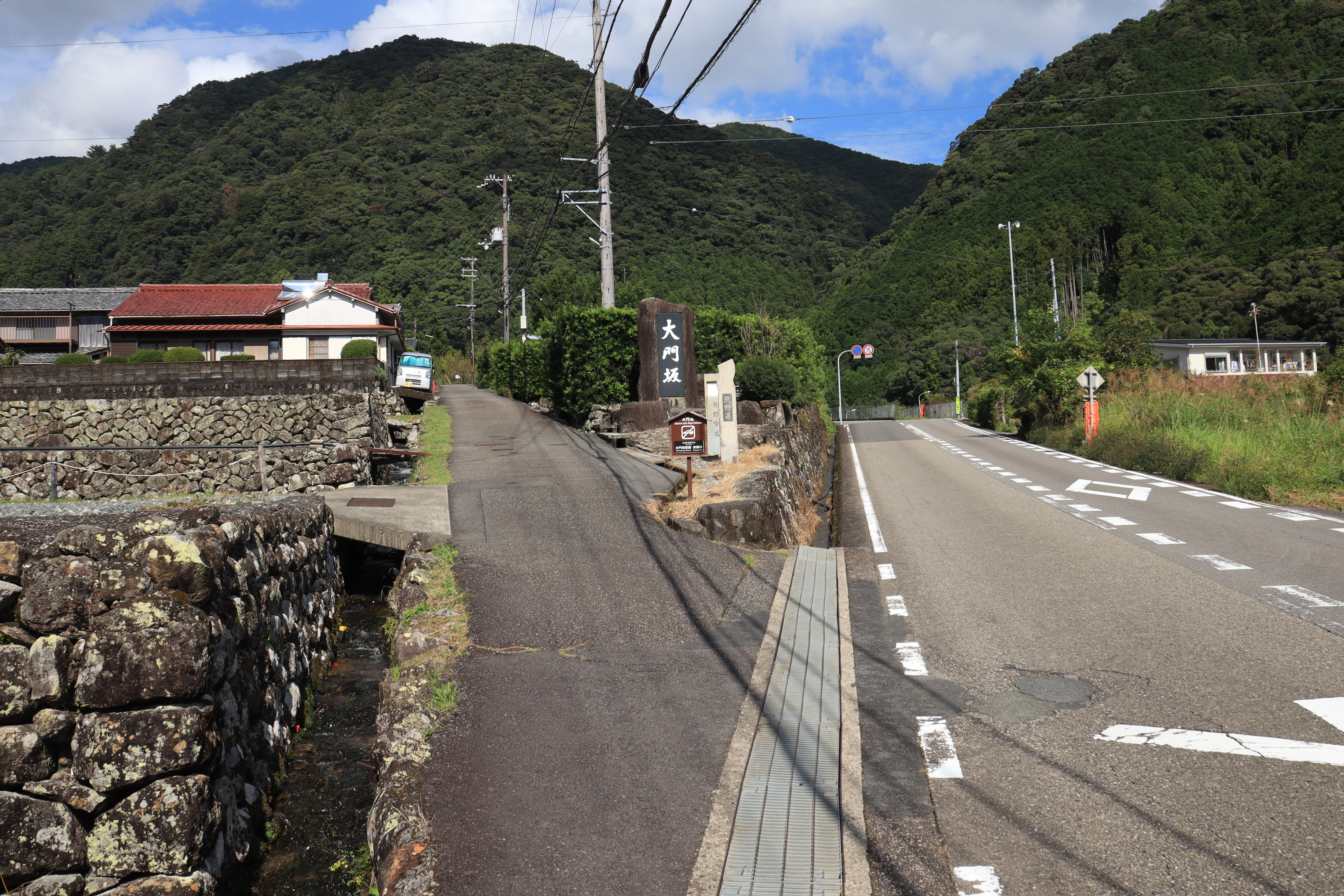
沿線にある熊野古道の大門坂の石碑

- 阿弥陀寺
- 熊野那智大社

- 大門坂
- 那智勝浦町立市野々小学校
- 那智勝浦インターチェンジ
- 紀伊天満駅
- 紀伊勝浦駅
- 勝浦漁港